# San Pedro de Nora
La iglesia de San Pedro de Nora es una iglesia altomedieval española, concretamente vinculada al prerrománico asturiano. Se encuentra situada en el concejo de Las Regueras (Asturias), en la ribera del río Nora, a doce kilómetros de la ciudad de Oviedo, en dirección a Trubia. Fue construida bajo el reinado de Alfonso II el Casto durante el siglo IX. Fue declarada como Monumento Nacional el 3 de junio de 1931, actual Bien de Interés Cultural (BIC). Además, en 1985, los monumentos del Reino de Asturias fueron catalogados como Patrimonio de la Humanidad por la UNESCO.

## Historia
La iglesia es atribuida a Tioda, el cual trabajó en el Reino de Asturias durante el reinado de Alfonso II el Casto, monarca con el que tuvo lugar la primera etapa del arte prerrománico asturiano. Durante este primer periodo, se construyeron también iglesias como San Tirso, Santa María de Bendones y San Julián de los Prados (también conocida como Santullano). Las soluciones empleadas en la construcción de San Pedro de Nora responden de forma evidente, a la tipología de la iglesia de Santullano, lo que se atribuye a esta época.
No fue nombrado hasta el 20 de enero de 905 por Alfonso III el Magno y su esposa doña Jimena en la Donación a la catedral de San Salvador de Oviedo. Posteriormente, aparece de nuevo documentada en siglo XII en el Liber Testamentorum, realizado por el Obispo de la Catedral de San Salvador de Oviedo, Don Pelayo.
Asimismo, en el fondo documental correspondiente al Monasterio de San Vicente de Oviedo, se encuentra una donación datada entre 1078 y 1079, referente a una iglesia consagrada a San Pedro situada en la villa Naura, posiblemente tratándose de este templo.
La iglesia sufrió un incendio durante la Guerra Civil en 1936, en la que fue destruida parcialmente. Entre 1952 y 1964 fue llevada a cabo su reconstrucción y, posterior restauración, por parte del arquitecto Luis Menéndez Pidal. La intervención contó con varias fases, incluida la construcción de un campanario.

## Descripción

### Interior

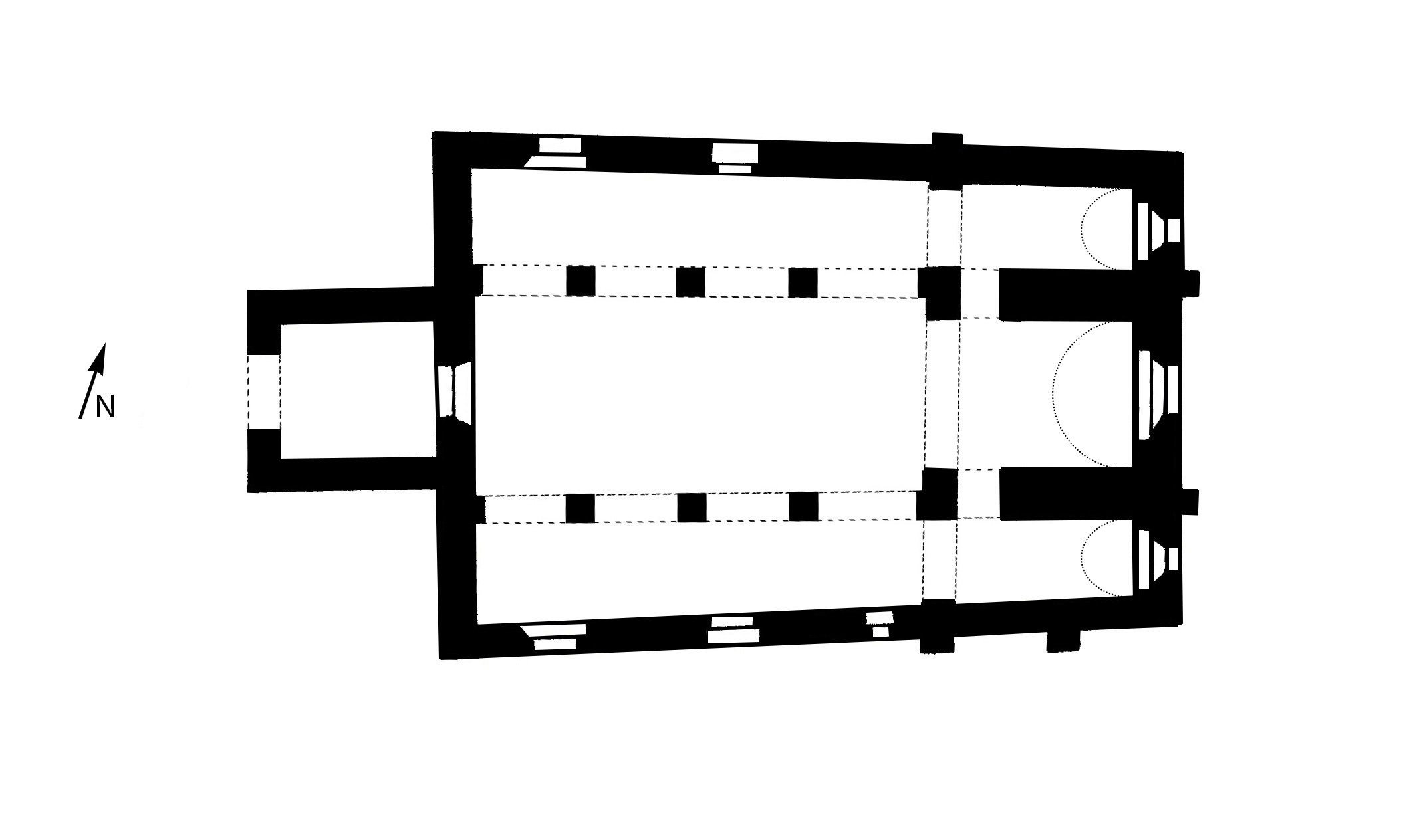
Planta

Es un edificio de planta basilical, compuesta de tres naves: nave central de 11m de longitud y 4'70m de ancho y dos laterales de 2'30 m de ancho cada una. 
Mantiene la tipología característica de las iglesias prerrománicas asturianas del primer período: nave central separada de las naves laterales por arquerías con arcos de medio punto, aparejados en ladrillo y apoyados en capiteles imposta con decoración moldurada. Estos arcos de medio punto descansan sobre tres pilares exentos de sección cuadrada, hechos de sillarejo. La nave central está rematada con techumbre de madera a dos aguas. La planta de San Pedro de Nora forma un trapecio de 18 metros de largo, 13 de anchura en la fachada principal y 12 en la cabecera tripartita, plana con tres ábsides y una ventana rectangular en cada ábside.
Está construida a base de mampostería con sillares en las esquinas. Su función principal era la de dotar de solidez y robustez al edificio.
La planta muy parecida a la de San Julián de los Prados aunque carece del crucero, estructura que identifica a este último. La cabecera es de forma rectangular y dividida en tres partes: Tres capillas abovedadas, intercomunicadas y con una típica cámara supra absidial sobre la capilla mayor, conocidas como cámara del tesoro, con la ventana geminada características del arte asturiano. En sus orígenes estuvo decorado con pinturas sobre estuco.
Ya en la cabecera, los tres ábsides, que presentan una menor anchura que las naves debido al gran grosor de los muros que los separan, se encuentran cubiertos por bóvedas de cañón y comunicados entre sí, siendo su acceso desde las naves también mediante arcos de medio punto en ladrillo. Su semejanza con Santullano es evidente, aunque en este caso, al tratarse de una iglesia de mucho menor importancia no sería obligatoria la existencia de una tribuna real, por lo que no existe la gran nave de crucero que encontramos en Los Prados. Dicho esto, la estructura de San Pedro de Nora a pesar de su forma trapezoidal, conserva un mayor parecido con la basílica clásica.
En el interior de la iglesia, se conservan algunos restos de las pinturas originales sobre estuco (pasta de cal apagada y mármol pulverizado) con el que se cubren las paredes o los muros. No obstante, se trata de unos vestigios tan pequeños, que es imposible interpretar la temática de dichas pinturas. Es destacable el efecto visual que genera el ligero estrechamiento que se produce en la iglesia desde los pies a la cabecera para dar de esta forma sensación de profundidad.
La iluminación de la iglesia se realiza por tres grandes vanos rectangulares a cada lado de la nave central por encima de las naves laterales. Existe también un gran vano de iluminación sobre el pórtico.

### Exterior

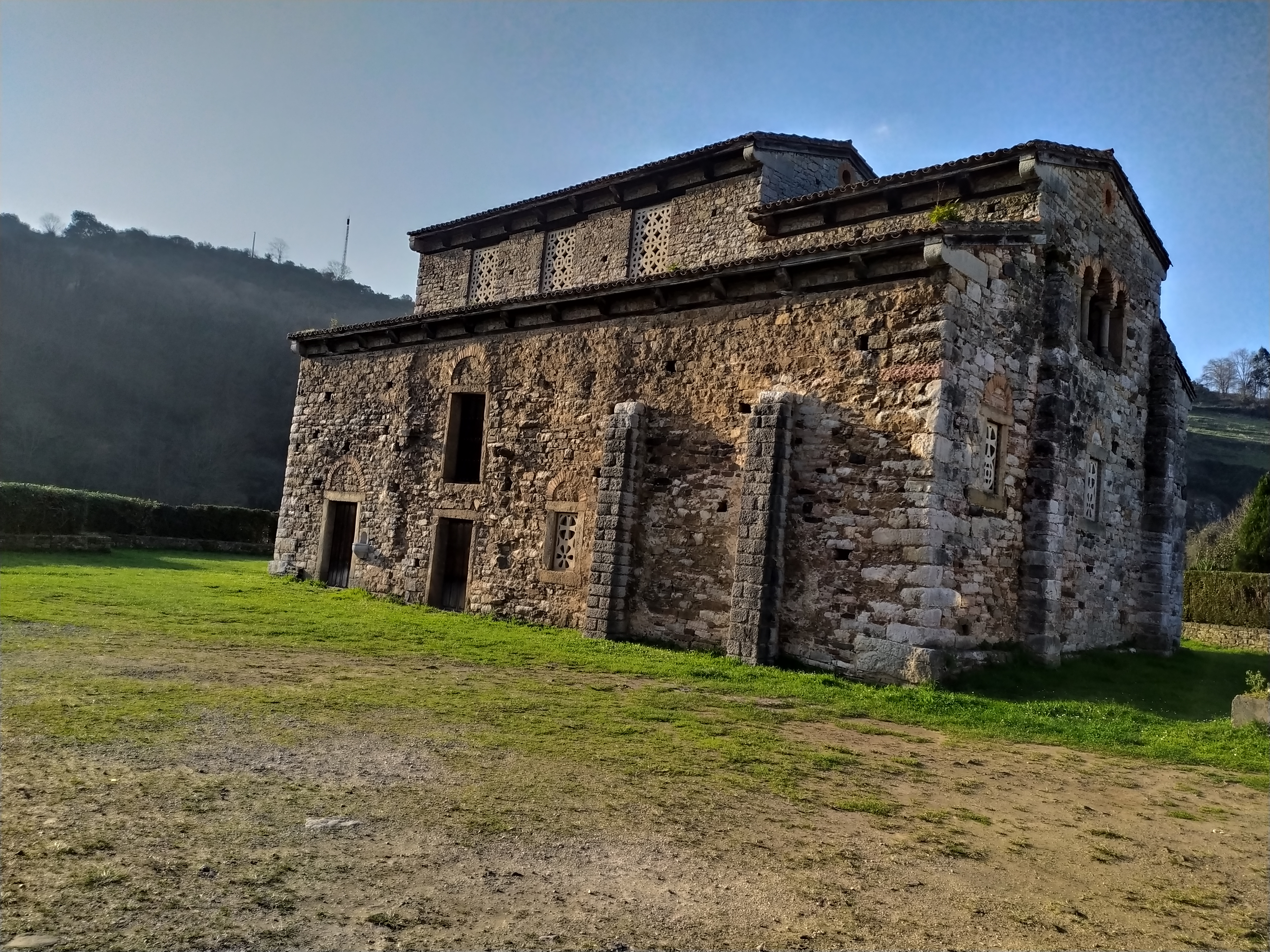
Imagen actual de San Pedro de Nora; ausencia de compartimentos adosados a las naves laterales

Las tres vanos de la cabecera están adintelados con un arco de descarga en ladrillo (material caracterizado por su escaso precio y por su facilidad a la hora de tallarlo) y protegidas por celosías, ( placas de piedra decoradas con motivos vegetales y crucíferos estilizados) que se colocan en las ventanas y otros huecos análogos para poder ver a través de ellos sin ser vistos. Además, estas celosías dotan también de iluminación a la iglesia.

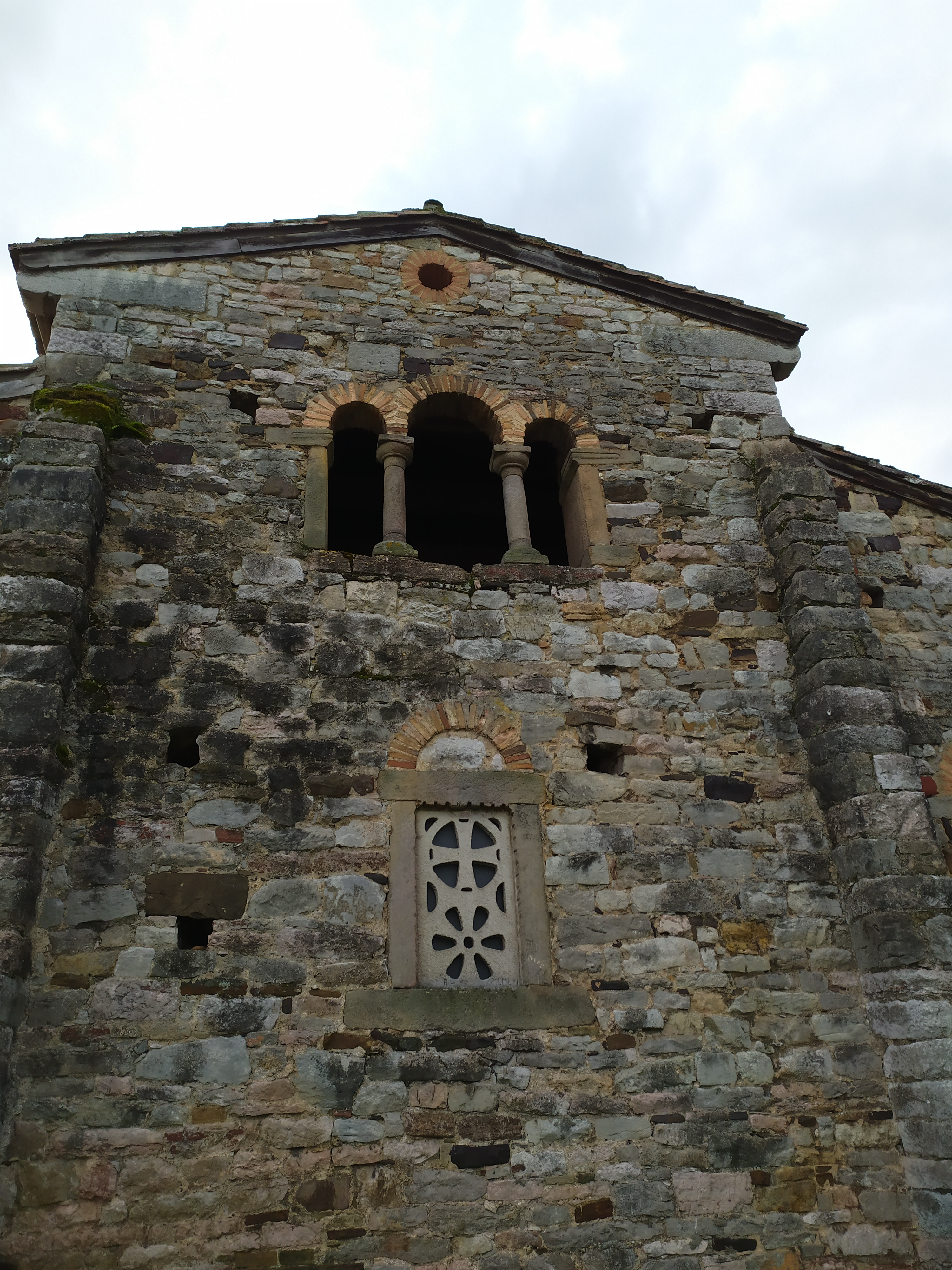
Vano tríforo de San Pedro de Nora

En la planta superior de la cabecera se encuentra un vano tríforo sobre una cámara que existe encima del ábside central y que no ofrece ninguna comunicación con el interior de la iglesia. Existe una fuerte controversia entre los historiadores en cuanto a la función de esta cámara supra absidal. Este tipo de vano intentaba recrear a los arcos del triunfo romanos, otorgando de esta manera a la iglesia prestigio y autoridad. Actualmente el vano tríforo se presenta como logo para atraer turistas al Principado de Asturias.
Dispone de contrafuertes en la cabecera separando las tres capillas para soportar el peso de las bóvedas de cañón del ábside. La finalidad de estos es contribuir a soportar el peso de las bóvedas de cañón del interior de la iglesia.

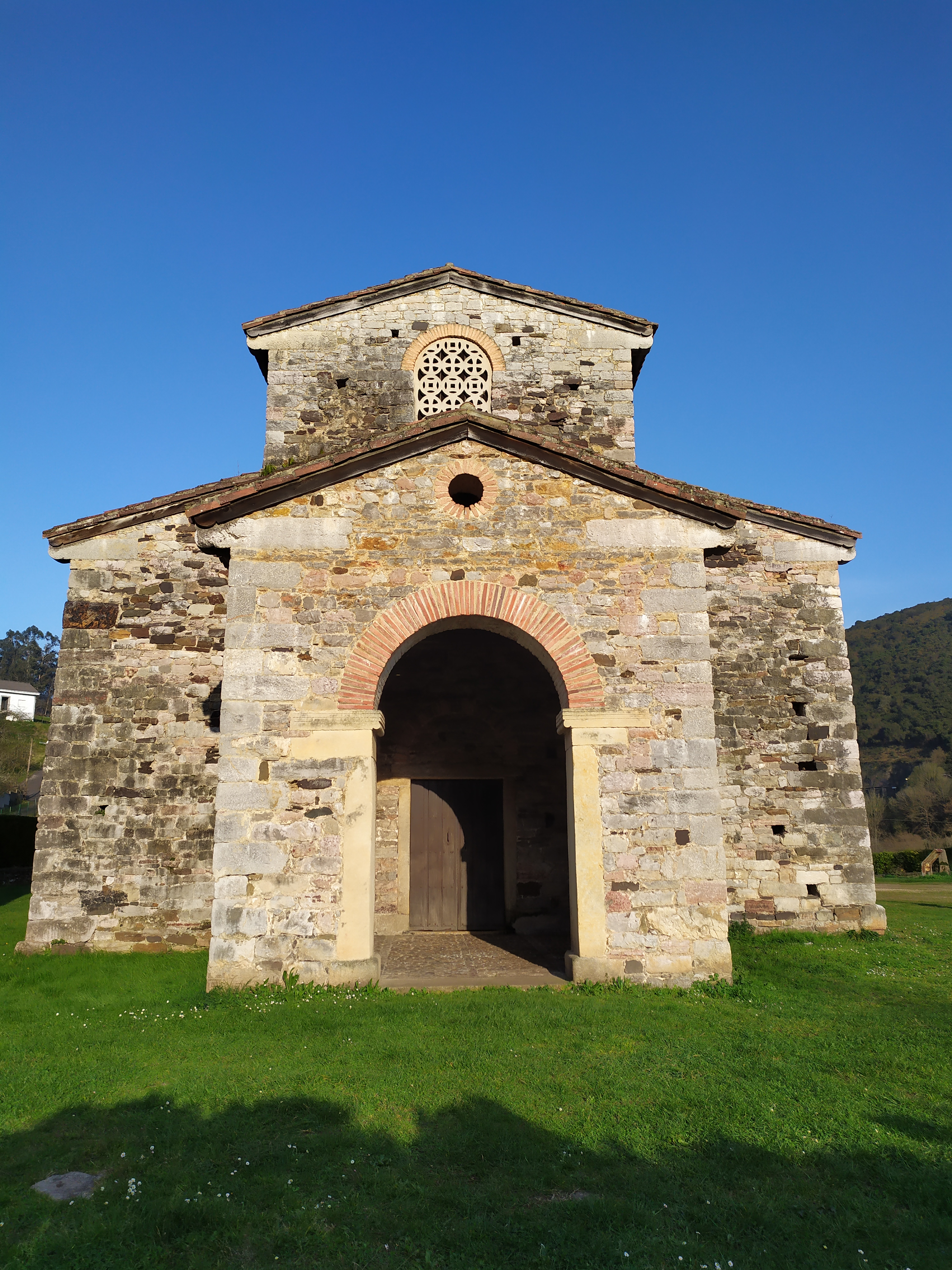
Pies de San Pedro de Nora; pórtico rectangular

A los pies presenta, un pórtico rectangular, algo más estrecho que la nave central, que fue reconstruido en el siglo pasado, ya que la iglesia fue incendiada en 1936 durante la guerra civil española perdiendo la cubierta. La reconstrucción de la iglesia corrió a cargo de don Luis Menéndez Pidal, quien la inició en la década de 1940 y la dio por finalizada en los sesenta, naciendo de esta intervención el campanario al oeste sobre el que no se ha hallado fundamento alguno hasta la fecha. Presenta un arco de medio punto con dovelas de ladrillo, que apoya en capiteles imposta que descansan en robustas pilastras. El acceso desde el vestíbulo al interior de la iglesia se realiza por una puerta adintelada y jambas monolíticas (que están hechas de una sola piedra).
Los trabajos de restauración presentan ciertas diferencias respecto a la iglesia original. Por ejemplo, se considera posible que este pórtico originalmente tuviera dos cámaras laterales, aunque no se han encontrado pruebas en las excavaciones y su semejanza con Santullano, que dispone de un único pórtico central, lo hace poco probable. Durante su restauración se encontraron también restos de compartimentos adosados a las naves laterales (imagen de la planta de San Pedro). Actualmente, la iglesia no presenta estos compartimentos laterales. Probablemente estas extensiones de la iglesia eran dos sacristías, lugares en donde se guardaban las ropas y objetos necesarios para el culto.